# Hugo Herrestrup
Hugo Herrestrup (født 29. januar 1933 i København, død 22. september 2009) var en dansk skuespiller.
Uddannet fra Odense Teater i 1958, hvor han efterfølgende fik flere roller.
Senere optrådte han op gennem karrieren på bl.a. Aalborg Teater, Aarhus Teater, Fiolteatret, Boldhus Teatret, ABC Teatret og Folketeatret.
Han medvirkede i bl.a. Erasmus Montanus, Nøddebo Præstegård, Henrik og Pernille, Don Juan og Jorden rundt i 80 dage.
Herudover var han engageret i en mængde revyforestillinger, også som instruktør.
I tv har han bl.a. medvirket i serierne Smuglerne, En by i provinsen og Strandvaskeren.

## Udvalgt filmografi
- Far til fire – 1953
- Mariannes bryllup – 1958
- Min kone fra Paris – 1961
- Komtessen – 1961
- Rikki og mændene – 1962
- Bussen 1963
- Frk. Nitouche – 1963
- Flådens friske fyre - 1965
- Min søsters børn – 1966
- Hurra for de blå husarer – 1970
- Kærlighed uden stop – 1989